# Coelioxys froggatti
Coelioxys froggatti är en biart som beskrevs av Cockerell 1911. Coelioxys froggatti ingår i släktet kägelbin, och familjen buksamlarbin. Inga underarter finns listade i Catalogue of Life.